# Cheonbeon-ui immatchum
Cheonbeon-ui immatchum (hangeul: 천번의 입맞춤, lett. Un migliaio di baci; titolo internazionale A Thousand Kisses) è una serie televisiva sudcoreana trasmessa su MBC dal 20 agosto 2011 al 5 febbraio 2012.

## Trama
La serie esplora la questione della differenza d'età in una relazione romantica.
Woo Joo-young è riuscita a sopportare le difficoltà della vita grazie alla sua personalità ottimista e affettuosa, ma ha dovuto divorziare dal marito Tae-kyung poiché la tradiva. Un giorno, accompagnando suo figlio ad una partita di calcio, Joo-young conosce Jang Woo-bin, ex-calciatore della nazionale diventato agente sportivo. Tra Joo-young e Woo-bin si instaura una profonda amicizia che sfocia in amore, ma la differenza di età, di status sociale e di esperienza ostacolano la loro relazione.
Lo zio di Woo-bin, Jang Byung-doo, è il capo di una catena di resort, che ha sposato la sua badante nonostante la ventennale differenza di età. Il figlio di lui, Woo-jin, è un uomo freddo e superbo, che ha con il padre una relazione tesa, perché lo accusa di aver mostrato poca gentilezza verso sua madre. Woo Joo-mi, reporter freelance e sorella di Joo-young, si innamora di lui a prima vista e decide di conquistarlo con il suo carattere amorevole, superando i nove anni di differenza che li separano.

## Personaggi
- Woo Joo-young, interpretata da Seo Young-hee e Lee Do-yun (da bambina).
- Jang Woo-bin, interpretato da Ji Hyun-woo.
- Jang Woo-jin, interpretato da Ryu Jin.
- Woo Joo-mi, interpretata da Kim So-eun.
- Han Yoo-kyung, interpretata da Cha Soo-yeon.
- Park Tae-kyung, interpretato da Shim Hyung-tak.
- Jang Byung-doo, interpretato da Lee Soon-jae.
- Yoo Ji-sun, interpretata da Cha Hwa-yeon.
- Park Chan-noh, interpretato da Goo Seung-hyun.
- Min Ae-ja, interpretata da Kim Chang-sook.
- Jang Hye-bin, interpretata da Jung Ga-eun.
- Yum Jung-soon, interpretata da Jung Jae-soon.
- Jang Soo-ah, interpretata da Nam Ji-hyun.
- Cha Kyung-soon, interpretata da Ban Hyo-jung.
- Oh Bok-joo, interpretata da Lee Mi-young.
- Yang Joon-hee, interpretato da Lee Ja-young.
- Jang Byung-shik, interpretato da Kim Chang-wan.
- Yoon Ki-joon, interpretato da Yoon Doo-joon.
- Moon Gi-joon, interpretato da Lee Min-ho.
- Hyung-soo, interpretato da Yoo Yeon-seok.

## Colonna sonora
1. I Believe (날 믿어요) – Tim
2. I Love You, I'm Sorry (사랑해 미안해) – Park Min-hye
3. Love, I Miss You (사랑아 그립다) – Han Sun-wook
4. A Thousand Kisses (천 번의 입맞춤) – Just
5. Sweet My Love – Bada
6. Goodbye – Marigold
7. Waltz in Love
8. Sorrow (후회)
9. Secret
10. Family (가족)
11. Tango 99
12. Wanna See My Mom (보고싶은 엄마)
13. Sweet Love – Hong Soo-jin
14. Time of Pain (아픔의 시간)
15. Mozart Comic
16. Caregivers (간병인)

## Distribuzioni internazionali
| Paese     | Canale/i                     | Prima TV                         | Titolo adottato                |
| --------- | ---------------------------- | -------------------------------- | ------------------------------ |
| Taiwan    | GTV                          | 4 gennaio-7 marzo 2012           | 千次的吻 (Un migliaio di baci) |
| Singapore | VV Drama                     | 4 dicembre 2013-11 febbraio 2014 | 千次的吻 (Un migliaio di baci) |
| Hong Kong | Hong Kong Television Network | 19 gennaio-9 marzo 2015          | 千次的吻 (Un migliaio di baci) |

## Riconoscimenti
| Anno | Premio           | Categoria                           | Ricevente                       | Risultato       |
| ---- | ---------------- | ----------------------------------- | ------------------------------- | --------------- |
| 2011 | MBC Drama Awards | Miglior attrice (serial)            | Seo Young-hee                   | Candidato/a     |
| 2011 | MBC Drama Awards | Excellent Actor (serial)            | Ji Hyun-woo                     | Vincitore/trice |
| 2011 | MBC Drama Awards | Miglior attrice esordiente (serial) | Kim So-eun                      | Candidato/a     |
| 2011 | MBC Drama Awards | Golden Acting Award (serial)        | Cha Hwa-yeon (con Kil Yong-woo) | Vincitore/trice |